# 鼻紋
鼻紋（びもん、はなもん）はウシ等の鼻鏡部分に生まれもって発現する筋状の紋様。
人間の指紋同様、個体毎にその紋様はそれぞれ異なるため、個体識別に用いられる。

## 牛の鼻紋
遺伝的に同一とされる一卵性双生児及び体細胞クローン牛であっても、鼻紋は同一でない。
特に、近年、牛海綿状脳症対策の一環として、牛の個体管理が重要視されており、鼻紋と合わせ、血液などのDNA情報を保存する動きが活発となっている。
一部の地域ではこれらのシステムをいち早く取り入れ、個体識別をオープン化する事により消費者への情報提供の一つにしている。